# Chrysomya chani
Chrysomya chani är en tvåvingeart som beskrevs av Hiromu Kurahashi 1979. Chrysomya chani ingår i släktet Chrysomya och familjen spyflugor.
Artens utbredningsområde är Singapore. Inga underarter finns listade i Catalogue of Life.